# Гитлеровский бекон

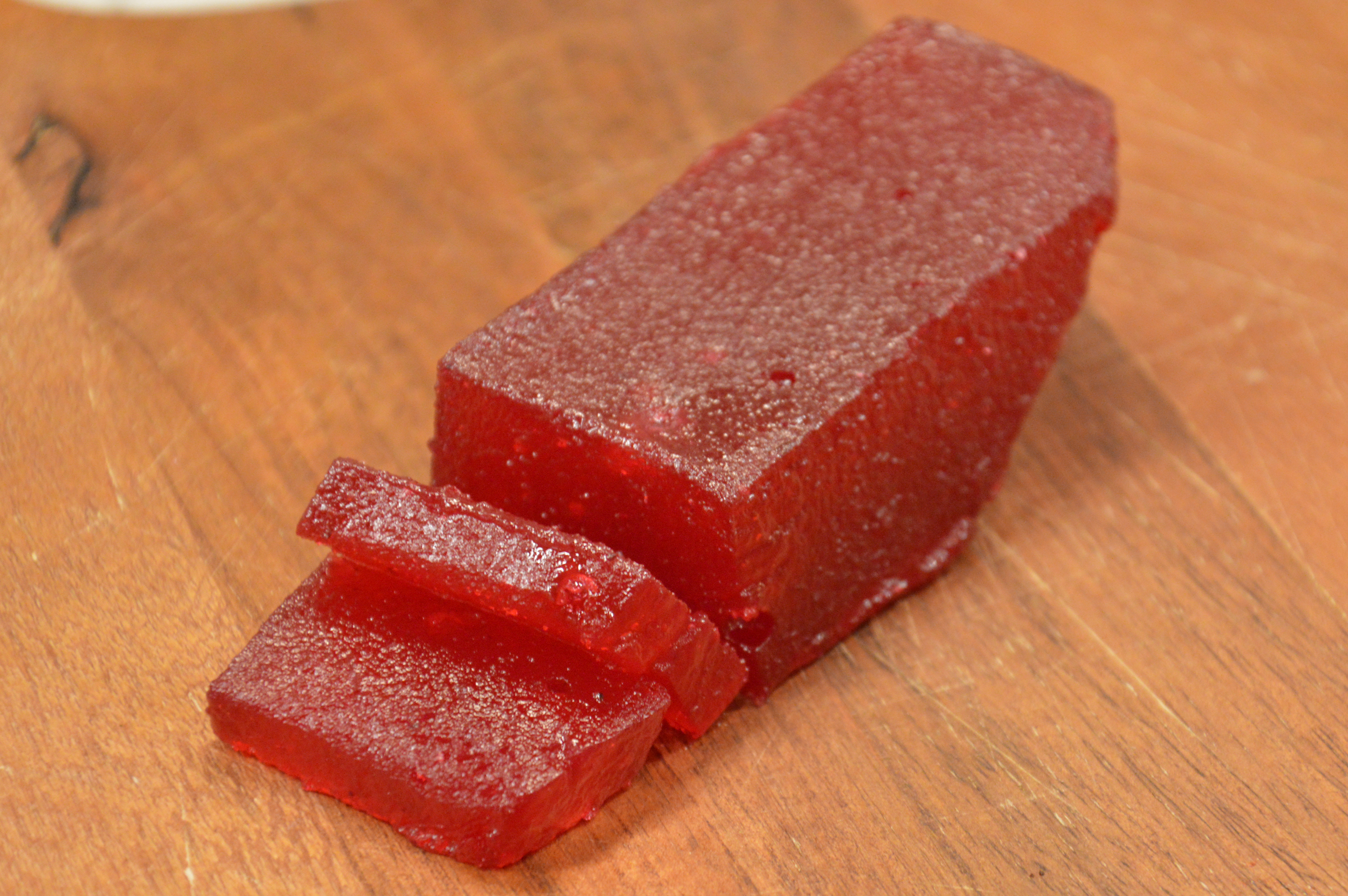
Современный вариант hitlerszalonna, продаваемый как «sütésálló lekvár»

Гитлеровский бекон (венг. Hitlerszalonna или Hitler-szalonna, гитлерсалонна — букв. «гитлеровское сало») — плотный фруктовый джем наподобие мармелада, который поставляли из Германии венгерским солдатам во время Второй мировой войны. Брикет готовился из фруктового сырья, в частности, слив, упаковывался в бумагу и сеточку, и легко нарезался ломтиками, как сало.
Во время вооруженных конфликтов при Австро-Венгерской монархии, венгерские солдаты получали в качестве продовольствия обычный бекон (шпик), который получил прозвище «кайзер-бекон».
Во время Второй мировой войны венгерские солдаты получали продовольствие уже от немцев, и часто вместо бекона это было уваренное фруктовое варенье. Поэтому солдаты стали называть его «гитлеровским беконом», от имени Адольфа Гитлера. Считается, что продукт содержал ингредиенты как растительного, так и животного происхождения.
Упоминается в книге при описании материально-технического обеспечения венгерской армии на реке Дон под Сталинградом и перед Сталинградской битвой в отчете говорится, что:

 Продовольственное снабжение венгерских солдат было недостаточным … Не только венгерские армии, но и немецкие войска страдали от недостатка надлежащего продовольствия; но для венгерских солдат был дополнительный недостаток, что еда была немецкой, а эти немецкие продукты (например, пудинг, паста из анчоусов, сыр в тюбике) были редкостью и непопулярны среди венгров. Только одно немецкое блюдо было принято солдатами и даже было привезено обратно в Венгрию и стало нормальным продуктом в те дни, и это был «гитлеровский бекон», который представляет собой ароматное варенье из тыквы. 
После окончания войны некоторые венгерские кондитеры вплоть до 60-х годов продолжили выпуск этого десерта, который так и называли «гитлеровским беконом». Также его готовили и домашние кулинары, часто из айвы.
Аналогичный продукт по-прежнему продаётся в Венгрии под названием vegyes gyümölcsíz или gyümölcssajt.